# Frano Vićan
Frano Vićan (ur. 24 stycznia 1976) – chorwacki piłkarz wodny. Złoty medalista olimpijski z Londynu.
Zawody w 2012 były jego czwartymi igrzyskami olimpijskimi (poprzednie to LIO 2008, LIO 2004, LIO 2000). Chorwaci triumfowali, w finale pokonując Włochów.